# 미토미촌
미토미촌(三富村)은 야마나시현 히가시야마나시군에 설치되었던 촌이다. 현재의 야마나시시에 해당한다.